# قمره (ريمة)

تعديل مصدري - تعديل

قمره أو قرية قمره  هي إحدى قرى عزلة بني واقدالواقعة ضمن مديرية الجعفرية التابعة لمحافظة ريمة، بلغ تعداد سكانها (713) نسمة حسب تعداد اليمن لعام 2004.

## المحلات التابعة للقرية
- المضناي
- الجبل
- الليمه
- الشرف
- الكدفه
- الجبوب
- قعبه

## روابط خارجية
- الدليل الشامــل